# Římskokatolická farnost Hranice na Moravě
Římskokatolická farnost Hranice na Moravě je územní společenství římských katolíků s farním kostelem Stětí svatého Jana Křtitele v děkanátu Hranice. 

## Historie farnosti
Založení města je datováno řadou listin v rozmezí 12.–13. století, především falz, které vznikly v průběhu sporů o hranický újezd mezi kláštery Rajhradským (řád benediktinů) a Hradisko u Olomouce (premonstráti). V období do husitských válek bylo město častým artiklem premonstrátských zástav, a majitelé újezdu se proto velmi rychle střídali. Novou etapu v dějinách města nastolilo obsazení města husitskými vojsky (Jana Tovačovského z Cimburka) roku 1427. Po bitvě na Bílé hoře bylo město roku 1620 vzato pod kontrolu císařskými vojsky. Majetek získal roku 1622 kardinál František Serafínský z Dietrichsteina. Ten město téměř na tři sta let začlenil do dietrichsteinského dominia.

## Duchovní správci
V roce 2018 byl farářem R. D. Mgr. Jiří Doležel. Toho s platností od července 2018 vystřídal R. D. Mgr. Janusz Zenon Łomzik. V roce 2020 nastoupil R. D. Mgr. František Dostál. 

## Bohoslužby
| Kostel                      | Místo   | Bohoslužba (den)                                 | Hodina | Poznámka     |
| --------------------------- | ------- | ------------------------------------------------ | --- | ------------ |
| Stětí svatého Jana Křtitele | Hranice | neděle pondělí úterý středa čtvrtek pátek sobota | 8.30, 10.00, 18.30 17.30 (zimní čas)/18.00 (letní čas) 7.00 8.00 8.00, 17.30 (zimní čas)/18.00 (letní čas) 8.00 16.30 | farní kostel |

## Aktivity ve farnosti
Ve farnosti se pravidelně̟ koná tříkrálová sbírka. V roce 2019 se vybralo v rámci Charity Hranice  1 278 026 korun.
Od roku 1998 vychází farní zpravodaj pro farnosti Hranice na Moravě, Střítež nad Lubinou a Jindřichov. Při bohoslužbách účinkuje schola a chrámový sbor, v provozu je farní knihovna.